# Le Roy (Illinois)
Pour les articles homonymes, voir Le Roy.
Le Roy également nommée LeRoy est une petite ville du comté de McLean dans l'Illinois aux États-Unis. Elle est fondée le 28 novembre 1835 par  Asahel Gridley et Merritt L. Covell, deux hommes d'affaires, originaires de Bloomington (Illinois). Elle est incorporée en tant que town en 1853 puis en tant que city le 10 août 1874.

## Démographie
Lors du recensement de 2010, la ville comptait une population de 3 560 habitants. Elle est estimée, en 2016, à 3 550 habitants.

## Source de la traduction
- (en) Cet article est partiellement ou en totalité issu de l’article de Wikipédia en anglais intitulé « Le Roy, Illinois » (voir la liste des auteurs).